# Santa Maria la Carità
Santa Maria la Carità (Santa Maria 'a Carità in napoletano) è un comune italiano di 11 780 abitanti della città metropolitana di Napoli in Campania.
È posizionato nella piana stabiese-vesuviana, al confine con l'Agro Nocerino-Sarnese.
La sua struttura urbana è a raggiera e parte da piazza Borrelli. Il nome è ispirato e riflette il culto della Santa patrona: Santa Maria delle Grazie; l'aggiunta "la Carità" è probabilmente una designazione locale e per superare casi di omonimia con altre località.

## Storia
Le prime notizie sulla città risalgono al 900 a.C. allorquando le genti Osche cominciarono a insediarsi sul territorio. Si trattava di insediamenti rurali che sorgevano in un'area di intenso traffico commerciale. Dall'insediamento dei Sanniti (500 a.C.) all'eruzione del Vesuvio (79 d.C.) si susseguirono tutta una serie di cruente guerre e sanguinose battaglie nelle quali eserciti di diverse origini, scorrazzando nelle pianure del Sarno, razziavano le campagne alla ricerca di approvvigionamenti alimentari. Successivamente, nel 574 d.C., i Longobardi invasero il sud Italia arrivando nella piana del Sarno. Dopo secoli di relativa pace, sul finire del primo millennio (950 d.C.), i Longobardi cominciarono a edificare sul territorio torri militari di avvistamento per difendersi dalla minaccia apportata dai Saraceni, che invano avevano tentato di raggiungere Amalfi da Gragnano. Proprio una di queste torri, secoli e secoli dopo, diverrà il campanile della chiesa di Santa Maria la Carità.
La tradizione vuole che l'antica strada di collegamento tra il Sarno e i Monti Lattari passasse sotto la torre-campanile in prosecuzione con l'attuale via Pioppelle. D'altro canto, le grandi aperture alla base del campanile, tuttora esistenti, avrebbero proprio questo scopo funzionale.
Una data storica importante è il 1318, quando re Roberto d'Angiò delimita il feudo di Cancelleria stabilendo come termine di confine la chiesa di Santa Maria la Carità. Dal 1450 circa fino alla fine del XIX secolo si susseguirono numerosissimi tentativi di bonificare quei territori a tratti paludosi che causavano numerose morti per malaria. Ma solo nel 1855 Ferdinando II di Borbone istituirà l'Amministrazione delle Bonificazioni. Ultimo focolaio bellicoso prima delle grandi guerre mondiali sorse nel 1860, quando numerosi sammaritani antigaribaldini, dopo violenti scontri, si diedero al brigantaggio non potendo far valere diversamente la propria fedeltà ai sovrani borbonici.
La presenza all'interno della chiesa di Madonna delle Grazie di un quadro di Sandro Botticelli è accertata fin dalla fine del '400 quando lo stesso artista, su spinta di papa Sisto IV, decise di donare il quadro della Madonna con Bambino al territorio sammaritano con lo scopo di entrare nelle grazie della famiglia Medici proprietaria di alcuni terreni in quella zona. Negli anni '60 il quadro viene spostato in seguito a lavori di restauro della chiesa, da quel momento si perde ogni traccia dell'opera fino al dicembre del 2023 quando viene ritrovato in condizioni critiche e successivamente sottoposto ad un'opera urgente di restauro.
Le ultime date degne di nota appartengono tutte al ventesimo secolo. Nel 1950 nascono le prime proposte di legge per istituire il comune autonomo di Santa Maria la Carità, ma si deve attendere fino al 1978 per ottenere la totale autonomia dal comune di Gragnano.

### Simboli
Lo stemma e il gonfalone sono stati concessi con DPR del 21 dicembre 1989.
Lo stemma si presenta di rosso, a tre stelle di otto raggi, male ordinate, d'oro; al capo d’oro, caricato delle lettere maiuscole S e M, di azzurro. Ornamenti
esteriori da Comune. Il gonfalone è un drappo di azzurro.

## Monumenti e luoghi d'interesse

### Architetture religiose
- Chiesa di Santa Maria la Carità. Pur risalendo probabilmente XVII secolo, è stata oggetto di continue trasformazioni, tra le quali la più radicale fu senz'altro quella del 1935, anno indicato anche nell'iscrizione collocata nel prospetto. La facciata, di linee classicheggianti, è costituita da un corpo centrale dove l'ordine gigante delle colonne con capitelli compositi, impostate su un alto basamento, inquadra sia il portale architraviato con timpano sia il finestrone superiore.
- Chiesa di Santa Maria del Carmine. Edificata nel 1825.
- Chiesa della Madonna delle Grazie. Rimasta, purtroppo, in uno stato di evidente degrado che ne compromette la staticità. L'edificio mostra sul prospetto tratti ancora visibili di lesene che inquadrano un portale lapideo, mentre l'interno a unica navata è ritmato da paraste e cornici che emergono sulla tradizionale muratura in conci di tufo.
- Cimitero di Santa Maria la Carità, edificato nel 2019

### Archeologia
- Ville di epoca romana:

Nel territorio sammaritano sono state ritrovate diverse ville di epoca romana, che risalgono al I secolo a.C. In alcune di esse si può notare che conservano ancora una cella vinaria, una frumentaria, una olearia e una fructuaria.

## Società

### Evoluzione demografica
Abitanti censiti

### Tradizioni e folclore
- Festa patronale di Santa Maria delle Grazie il 2 luglio (prima domenica di luglio) e 21 novembre.

## Geografia antropica

### Frazioni
Santa Maria la Carità possiede un'unica frazione, denominata "Petraro", al confine con Castellammare di Stabia. La frazione si sviluppa attorno alla Chiesa di Santa Maria del Carmine.

## Economia
Le maggiori attività economiche della piccola cittadina campana sono l'agricoltura, con la produzione di pomodori, frutta e olive, la floricoltura e, per quanto riguarda l'aspetto industriale, ci sono piccoli stabilimenti di materiali da costruzione, soprattutto per il lapilcemento.

## Amministrazione
| Periodo | Periodo   | Primo cittadino                    | Partito                  | Carica      | Note |
| ------- | --------- | ---------------------------------- | ------------------------ | ----------- | ---- |
| 1987    | 1992      | Catello Cascone                    | Democrazia Cristiana     | Sindaco     |      |
| 1992    | 1995      | Carlo Longobardi                   | Democrazia Cristiana-PPI | Sindaco     |      |
| 1995    | 1997      | Paolo Fortunato                    | Lista civica             | Sindaco     |      |
| 1997    | 1997      | Raffaella Moscarella               |                          | Commissario |      |
| 1997    | 1999      | Sebastiano Gargiulo                | Lista civica             | Sindaco     |      |
| 1999    | 2000      | Maria Grazia D'Ascia               |                          | Commissario |      |
| 2000    | 2002      | Carlo Longobardi                   | Unione di Centro         | Sindaco     |      |
| 2002    | 2004      | Simonetta Calcaterra               |                          | Commissario |      |
| 2004    | 2014      | Francesco Cascone                  | Forza Italia-PdL         | Sindaco     |      |
| 2014    | in carica | Giosuè Carlo Maria Antonio D'Amora | Lista civica             | Sindaco     |      |